# Hornmohn
Hornmohn (Glaucium) ist eine Pflanzengattung in der Unterfamilie Papaveroideae innerhalb der Familie der Mohngewächse (Papaveraceae). Die 20 bis 25 Arten sind in Nordamerika, Europa und im zentralen und südwestlichen Asien verbreitet.

## Beschreibung

### Vegetative Merkmale
Glaucium-Arten sind ein-, zwei- oder mehrjährige krautige Pflanzen. Die wechselständigen Laubblätter sind meistens gelappt. Ein typisches Merkmal der Gattung Glaucium ist die blaugrüne Färbung von Stängeln und Laubblättern. Die Pflanzen enthalten gelben Milchsaft. Nebenblätter sind keine vorhanden. 

### Generative Merkmale
Die Blüten stehen einzeln oder in zymösen oder traubigen Blütenständen zusammengefasst. Sie haben in Kelch und Krone gegliederte, zwittrige, radiärsymmetrische Blüten. Die zwei Kelchblätter umhüllen zum Schutz im knospigen Stadium die Kronblätter und fallen beim Öffnen der Blüten ab. So haben geöffnete Blüten vermeintlich nur einen Blütenblattkreis. Es sind vier Kronblätter vorhanden. In jeder Blüte sind viele (50 bis 100) freie Staubblätter vorhanden, die zentripetal gebildet werden. Zwei Fruchtblätter sind zu einem oberständigen Fruchtknoten verwachsen. Die Bestäubung erfolgt durch Insekten (Entomophilie).
Die Kapselfrüchte öffnen sich mit zwei Klappen von oben bis fast zur Basis und enthalten viele dunkelbraune Samen; sie sind meist zylindrisch, bei Glaucium flavum hornförmig.

## Systematik und Verbreitung
Die Gattung Glaucium wurde 1754 durch Philip Miller aufgestellt. Der botanische Gattungsname Glaucium ist vom lateinischen Wort glaucus für blaugrün und bezieht sich auf die Färbung der vegetativen Pflanzenteile.

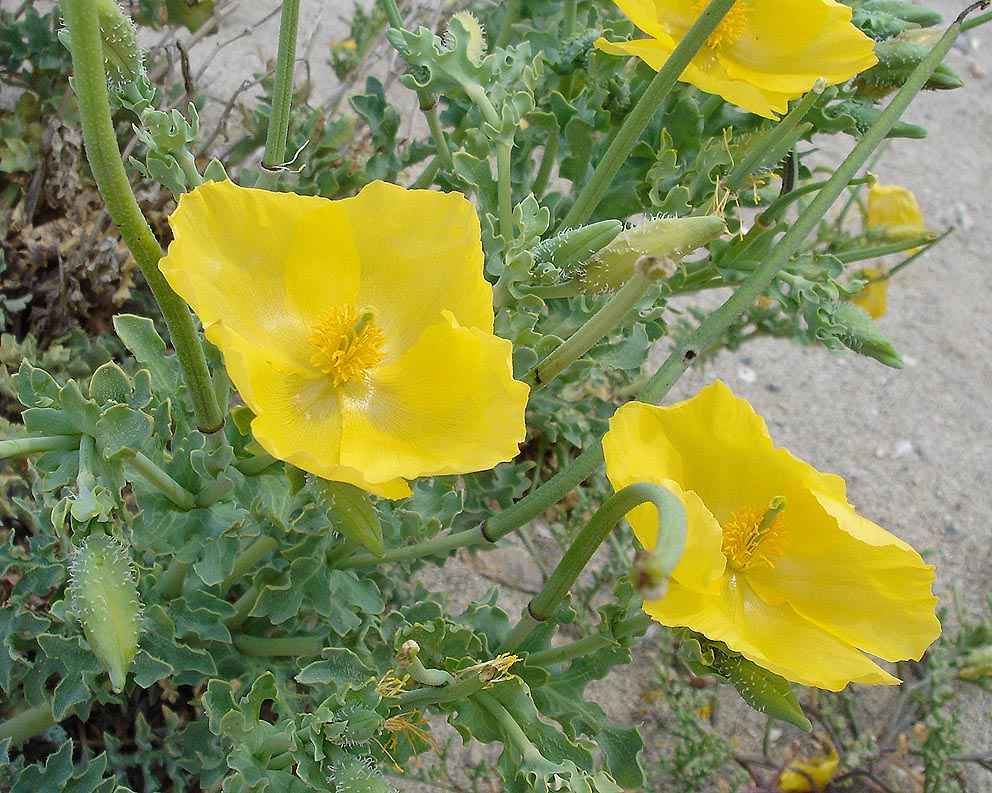
Gelber Hornmohn (Glaucium flavum)

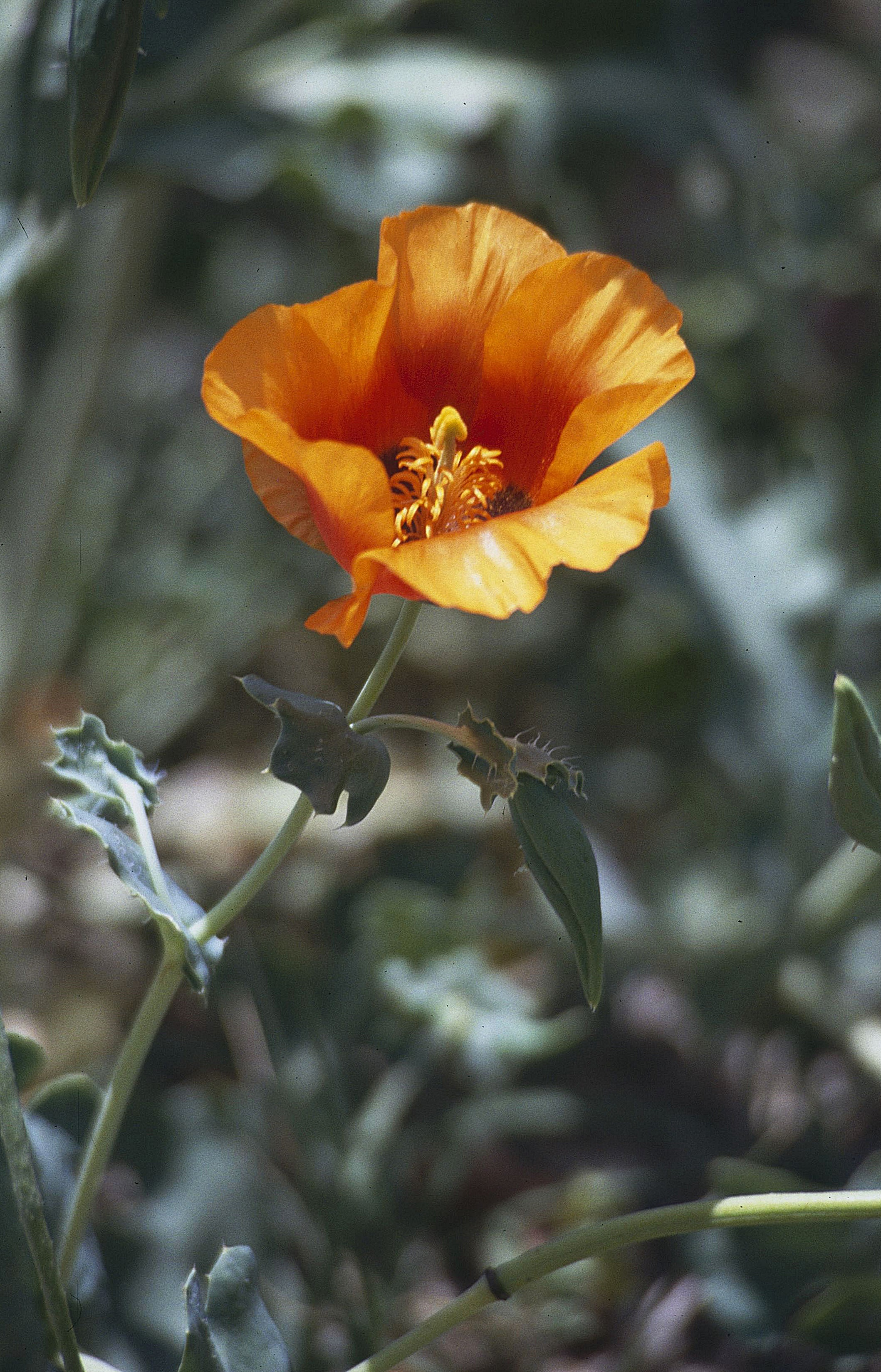
Großblütiger Hornmohn (Glaucium grandiflorum)

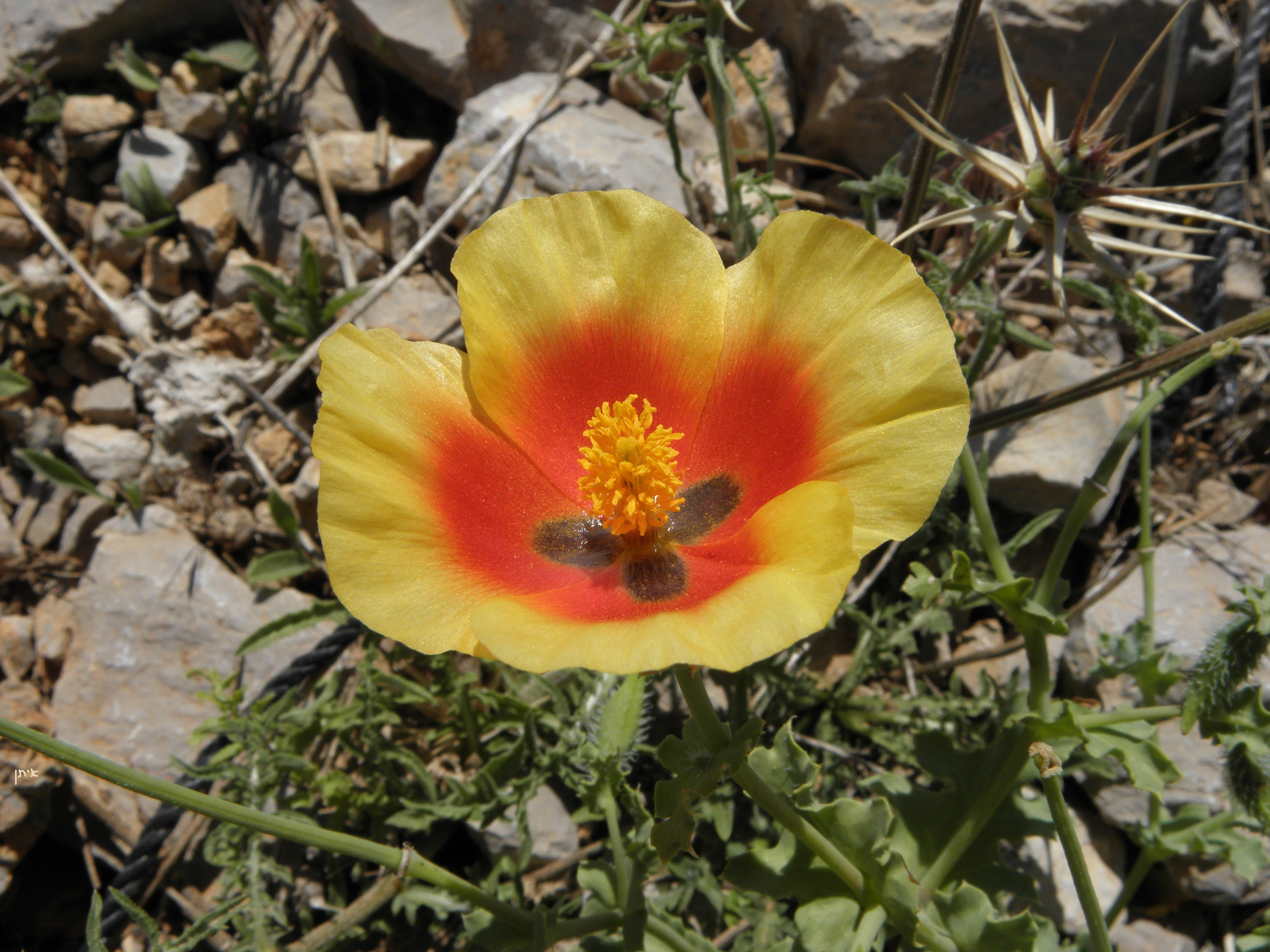
Blüte von Glaucium oxylobum

Es gibt 20 bis 25 Glaucium-Arten (Auswahl):
- Glaucium acutidentatum Hausskn. & Bornm.: Sie kommt in der Türkei vor.[1]
- Glaucium aleppicum Boiss. & Hausskn.: Sie kommt von Jordanien bis Syrien vor.[1]
- Glaucium arabicum Fresen.: Sie kommt in Saudi-Arabien, in Ägypten, auf der Sinaihalbinsel, in Israel und Jordanien vor.[2]
- Glaucium cappadocicum Boiss.: Sie kommt in der Türkei vor.[1]
- Glaucium caricum Stapf: Sie kommt in der Türkei vor.[1]
- Roter Hornmohn (Glaucium corniculatum (L.) Rudolph): Er ist von Europa und Nordafrika bis Vorderasien sowie Zentralasien weitverbreitet.
- Glaucium elegans Fisch. & Mey.: Die Heimat ist Afghanistan, Iran und Pakistan.
- Glaucium fimbrilligerum (Trautv.) Boiss.: Die Heimat ist Iran, Turkestan, Afghanistan und Pakistan.
- Gelber Hornmohn[3] (Glaucium flavum Crantz): Er ist in Europa, Nordafrika und Vorderasien weitverbreitet.
- Großblütiger Hornmohn (Glaucium grandiflorum Boiss. & A. Huet): Seine Heimat ist die Türkei und der Iran.
- Glaucium haussknechtii Fedde: Sie kommt in der Türkei vor.[1]
- Glaucium oxylobum Boiss. & Buhse: Sie kommt in der Türkei, in Syrien, Zypern und Bulgarien vor.[1]
- Altai-Hornmohn (Glaucium squamigerum Kar. & Kir.): Er kommt im zentralasiatischen Altai und chinesischen Xinjiang vor.

## Verwendung
In der antiken Heilkunde wurde Hornmohn in Salben z. B. zur Behandlung von Augenerkrankungen verwendet.